# オスカー・オースチン (ミサイル駆逐艦)
|          |                                                                                              |
| 艦歴     |                                                                                              |
| 発注     | 1994年7月20日                                                                                |
| 起工     | 1997年10月9日                                                                                |
| 進水     | 1998年11月7日                                                                                |
| 就役     | 2000年8月19日                                                                                |
| 退役     |                                                                                              |
| その後   | 就役中                                                                                       |
| 要目     |                                                                                              |
| 排水量   | 9,648 トン                                                                                   |
| 全長     | 155.3 m (509 ft 6in)                                                                         |
| 全幅     | 20.1 m (66 ft)                                                                               |
| 吃水     | 9.4 m (31 ft)                                                                                |
| 機関     | COGAG方式                                                                                    |
| 機関     | LM 2500-30ガスタービンエンジン (27,000shp) ×4基                                              |
| 機関     | 可変ピッチプロペラ（5翔）×2軸                                                                |
| 最大速   | 31ノット                                                                                     |
| 航続距離 | 4,400 海里（20ノット時）                                                                     |
| 乗員     | 士官、兵員 380名                                                                             |
| 兵装     | Mk.45 mod.2 5インチ単装砲 ×1基                                                               |
| 兵装     | Mk.38 25mm単装機関砲 ×2基                                                                    |
| 兵装     | Mk.15 20mmCIWS×2基                                                                           |
| 兵装     | M2 12.7mm機銃 ×4挺                                                                           |
| 兵装     | Mk.41 mod.7 VLS ×96セル - SM-2MR SAM - ESSM 短SAM - VLA SUM - トマホーク SLCM などを発射可能 |
| 兵装     | Mk.32 3連装短魚雷発射管×2基                                                                  |
| 艦載機   | MH-60R×2機搭載可能                                                                           |
| C4ISTAR  | AWS B/L 6 (Mk.99 GMFCS×3基)                                                                  |
| C4ISTAR  | AN/SQQ-89                                                                                    |
| センサ   | AN/SPY-1D(V) 多機能レーダー×4面                                                              |
| センサ   | AN/SPS-67 対水上レーダー×1基                                                                 |
| センサ   | AN/SQS-53C(V)1艦首装備ソナー                                                                 |
| 電子戦   | AN/SLQ-32(V)3 ESM/ECM装置                                                                    |
| 電子戦   | Mk 36 SRBOC デコイ発射機                                                                     |
| モットー | Honor and Sacrifice                                                                          |

オスカー・オースチン (英語: USS Oscar Austin, DDG-79) は、アメリカ海軍のミサイル駆逐艦。アーレイ・バーク級ミサイル駆逐艦の29番艦。艦名は名誉勲章を受章したアメリカ海兵隊のオスカー・P・オースチン上等兵に因む。

## 艦歴
艦の就役式ではオースチンの母親、ミルドレッド・オースチンがセレモニーを行った。
オスカー・オースチンは2002年後半に初配備が行われ、オペレーション・イラク・フリーダムの初回攻撃に参加した。2005年9月に再びオペレーション・イラク・フリーダムの支援に参加し、2006年3月に母港へ帰還した。
2007年の時点で、オスカー・オースチンはDESRON 26に参加中である。
2018年11月10日、ノーフォーク海軍基地でイージスシステムのベースライン9へのアップグレードとオーバーホールを受けている際に火災が発生。電気系統にまで深刻な被害が及んでおり、修理には2022年初頭までかかるとされている。

## Flight IIA
オスカー・オースチンはアーレイ・バーク級ミサイル駆逐艦 Flight IIA 最初の艦である。それ以前の艦と比べて船体長が1.4m延長され、排水量は900トン増加した。
VLSのセルも6基増設され、SH-60 シーホークを二機運用できるように格納庫が増設された。増設された構造物がレーダー波に干渉しないよう後面の AN/SPY-1Dレーダーは一段高い位置に装備された。
オスカー・オースチンは5インチ54口径 Mk.45 砲 mod.2 を搭載した二隻の Flight IIA 艦の内の一隻である。もう一隻はルーズベルトであり、ウィンストン・S・チャーチル以降の艦は5インチ62口径 Mk.45 砲 mod.4 を搭載している。